# Philodendron roezlii
Philodendron roezlii är en kallaväxtart som beskrevs av William Bull. Philodendron roezlii ingår i släktet Philodendron och familjen kallaväxter.
Artens utbredningsområde är Colombia. Inga underarter finns listade.